# 韩泷祠
韩泷祠，位于中国广东省韶关市乐昌市罗家渡区长排寮黄家坝，为乐昌市的一个市级文物保护单位，类型为古建筑，公布时间为1978年11月11日。
韩泷祠的历史年代为清嘉庆十四年重修。